# EMD F2
Die Baureihe EMD F2 war eine Diesellokomotivbaureihe des US-amerikanischen Herstellers Electro Motive Division (EMD). Sie kann als Übergangsbauart zwischen der EMD FT und der EMD F3 angesehen werden.

## Entwicklungsgeschichte
Durch den sich abzeichnenden Sieg der Vereinigten Staaten im Zweiten Weltkrieg wurden die Produktionsbeschränkungen durch das US-warboard schrittweise gelockert. Im August 1945 präsentierte EMD den Bahngesellschaften eine vierteilige Vorführeinheit der als E2 bezeichneten Nachfolgebaureihe zur EMD FT. Diese war mit einem weiterentwickelten Dieselmotor der Baureihe EMD 567B ausgestattet und leistete 1100 KW (1500 SAE-PS). EMD bot den Bahngesellschaften diese Einheit zu Testfahrten an.
Lieferprobleme mit dem neuen Generator vom Typ D12 führten dazu, dass EMD für eine Übergangszeit die Maschinen zwar mit dem neuen EMD 567B Motor, aber dem alten Generator D8 aus der EMD FT auslieferte. Die Leistung des Motors musste, um eine Überlastung des Generators zu vermeiden, auf 1000 kW (1350 SAE-PS) gedrosselt werden. Als Ende 1946 die Serienversion des D12 zur Verfügung stand, wurde die Produktion der EMD F2 nach nur 5 Monaten im Dezember 1946 zugunsten der EMD F3 eingestellt.

N de M 6205A in Tlanepantla (Mexiko), September 1966

## Technik
Die Baureihe EMD FT funktionierte, wie fast alle Lokomotiven in Nordamerika, nach dem dieselelektrischen Prinzip. Der Dieselmotor treibt hierbei einen Generator an, welcher wiederum die Fahrmotoren mit elektrischer Energie versorgt. Über diesen Zwischenschritt wird eine Drehmomentwandlung erzielt.
Der Lokomotivkasten der Fahrzeuge entsprach dem schon von der E-Serie und der EMD FT bekannten Carbody-Design. Hierbei stellten die Seitenwände eine selbsttragende Umhüllung für alle Aggregate im Innern dar. Durch einen Laufgang rechts und links der Fahrzeugmitte war die Ausführung von Wartungsarbeiten während der Fahrt möglich.
Von der FT übernahm man das Design der Bulldog-Nase. Gegenüber dem Vorgängermodell verfügen die Lokomotiven nur über zwei Auspuffe.

## Lieferung
| Gesellschaft                              | A-Einheit | B-Einheit | Nummer                     | Bemerkung |
| ----------------------------------------- | --------- | --------- | -------------------------- | --------- |
| Alabama Great Southern Railroad           | 2         |           | 6700–6701                  |           |
| Atlantic and East Carolina Railroad       | 2         |           | 400–401                    |           |
| Atlantic Coast Line Railroad              | 12        | 12        | 324–335                    |           |
| Boston and Maine Railroad                 | 18        | 3         | 4224A+B–4226A+B, 4250–4264 |           |
| Chicago, Burlington and Quincy Railroad   | 10        |           | 150A–154A, 155C–159C       |           |
| Chicago, Rock Island and Pacific Railroad | 12        |           | 38–49                      |           |
| Minneapolis and St. Louis Railroad        | 2         | 1         | 147A, 147B, 147C           |           |
| New York Central Railroad                 | 2         |           | 1604, 1605                 |           |
| Ferrocarriles Nacionales de México        | 14        | 14        | 6200A+B–6213A+B            |           |